# Peratí
Peratí (en griego, Περατή) es un yacimiento arqueológico ubicado en el Ática, Grecia.
Este yacimiento arqueológico se encuentra ubicado en una colina próxima a un puerto natural de la costa oriental del Ática, cerca de Porto Rafti. 
En él se han hallado restos de una necrópolis que contiene cerca de 200 tumbas del periodo micénico tardío. El principal uso funerario en esta necrópolis es la inhumación pero también está presente la cremación. Hay enterramientos que se usaron sucesivamente por varios miembros de una misma familia pertenecientes a distintas generaciones.  
El ajuar funerario se compone principalmente de objetos de uso cotidiano como recipientes de cerámica, armas, joyas, accesorios de vestir, cónulos, herramientas, figurillas antropomorfas y comida. La mayoría de la cerámica es fabricación local pero también se estima que la hay importada de Creta, las Cícladas y el Dodecaneso. Del resto de objetos también aparecen algunos importados del Mediterráneo Oriental y quizá haya objetos realizados con electro procedente del norte de Europa.
El estudio arqueológico del sitio ha permitido establecer tres fases en este yacimiento: una primera fase del periodo Heládico Tardío III-B2 y comienzos del IIIC temprano (1190/1185 - 1165/1160 a. C.), una segunda fase, a la que pertenece un mayor número de objetos que a la primera, es de la parte final del Heládico Tardío IIIC temprano y medio (1165/1160 - 1100 a. C.) y la tercera fase es de la parte final del Heládico Tardío IIIC (1100 - 1075 a. C.) Después, la necrópolis dejó de ser utilizada.  
Este yacimiento arqueológico ha sido excavado desde 1883 por Valerios Stais y posteriormente, entre 1953 y 1963, bajo la dirección de Spyros Iakovidis.